# KV56

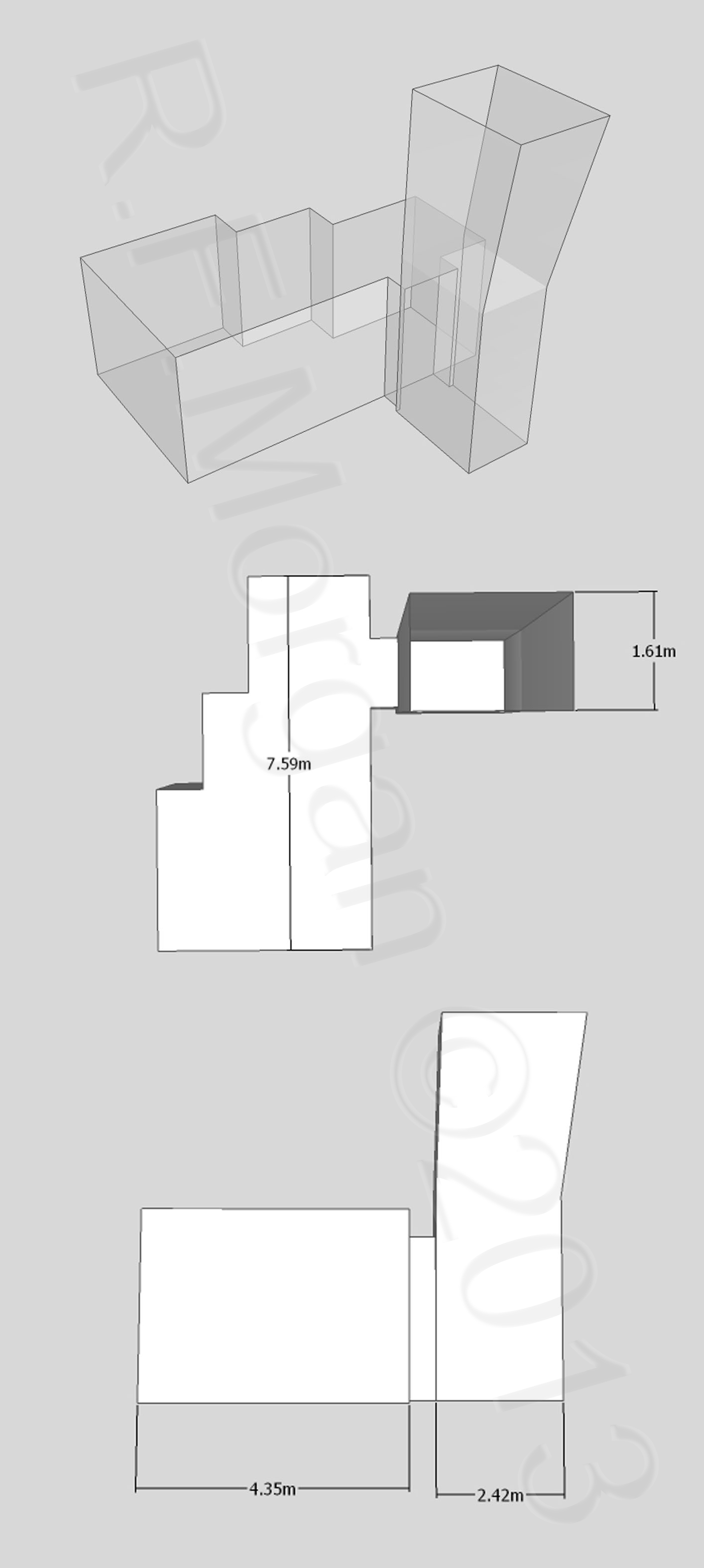
Hình ảnh cấu trúc bên trong của KV56 lấy từ một mô hình 3D

Ngôi mộ KV56 nằm trong Thung lũng của các vị Vua, Ai Cập được biết đến như là Lăng Vàng, và đã được phát hiện bởi Edward R., người Hà Lan trong tháng 5 năm 1908. Nó chứa đựng những gì được cho là một xác ướp và nhiều của vật còn nguyên vẹn của một đứa trẻ hoàng gia từ cuối Vương triều mười chín. Xác ướp và quan tài đã tan rã và các chúng được bao phủ bởi một lớp lá vàng và vữa dày 1 cm xung quanh vẫn còn nguyên vị trí. Cũng tìm thấy có một cặp găng tay nhỏ bằng bạc với tên của Seti II và Twosret ghi, và một bộ bông tai vàng cũng được đánh dấu với tên của Seti II. Người chủ nhân gốc cư ngụ trong ngôi mộ này là không rõ.

## Bản đồ vị trí các ngôi mộ
|  | Chủ đề Ai Cập cổ đại |